# Stenoeme iheringi
Stenoeme iheringi är en skalbaggsart som beskrevs av Pierre Émile Gounelle 1909. Stenoeme iheringi ingår i släktet Stenoeme och familjen långhorningar.
Artens utbredningsområde är Uruguay. Inga underarter finns listade i Catalogue of Life.